# Eleazar López Contreras
José Eleazar López Contreras (Queniquea, Táchira, Venezuela; 5 de mayo de 1883-Caracas, Venezuela; 2 de enero de 1973) fue un militar y político venezolano, vigésimo segundo presidente de Venezuela desde el 17 de diciembre de 1935 hasta el 5 de mayo de 1941.
Moderó el autoritarismo que heredó de su predecesor, Juan Vicente Gómez, e inició el proceso de transición a un sistema político de mayores libertades. Durante su gobierno se promulgó la Constitución de 1936. Afrontó el primer paro de la industria petrolera de Venezuela y fue el fundador de la Guardia Nacional (para llenar el vacío que existía dentro del cuadro institucional del Estado) y el Banco Central de Venezuela (para modernizar al país y administrar de una manera más eficaz los cuantiosos recursos dados por el petróleo). Se contrataron también expertos extranjeros técnicos en salud pública y se creó la División de Higiene Rural. En el año 1939 ofreció asilo a los judíos errantes de los llamados «Barcos de la Esperanza» (el Caribia y el Königstein), cuya descendencia constituye una gran parte de la actual comunidad judía de Venezuela. Fue general en jefe de Venezuela, murió en Caracas a los ochenta y nueve años.

## Primeros años (1883-1909)

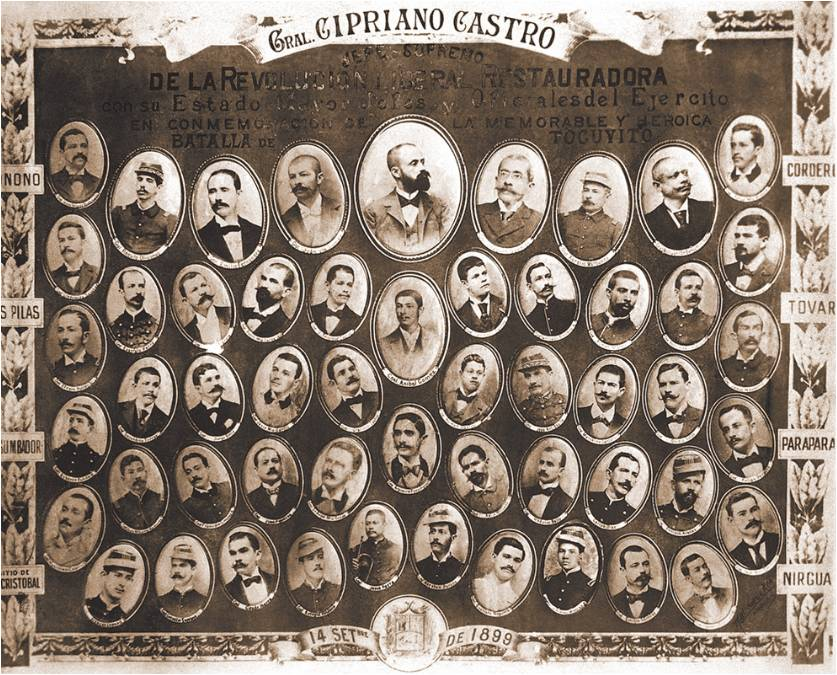
En esta galería conmemorativa de la Revolución Liberal Restauradora y su victoria en la batalla de Tocuyito, aparece el joven López Contreras (extremo inferior izquierdo) como uno de «los sesenta» oficiales que llevaron a Cipriano Castro al poder en 1899.

Nacido el 5 de mayo de 1883, para ese año en el país se realizaban festejos al centenario del natalicio del Libertador Simón Bolívar. Sus padres fueron el general Manuel María López y María Catalina Contreras, fue hijo único de este matrimonio. Su tutor fue el sacerdote Fernando María Contreras. A los tres meses de nacido, su padre murió en Cúcuta, Colombia, de fiebre amarilla, por lo que su tío, el presbítero Fernando Contreras, se hizo cargo de la familia.
A los quince años recibió el título de Bachiller en Filosofía y Letras del Colegio Sagrado Corazón de Jesús, en la ciudad de La Grita, estado Táchira. Inicialmente, el joven Eleazar iba a estudiar Medicina en la Universidad de Mérida, actual Universidad de Los Andes, pero se unió a la Revolución Liberal Restauradora comandada por Cipriano Castro y Juan Vicente Gómez (también llamada «la revolución de los sesenta»). Tenía 16 años cuando toma esta causa. Se internó en las montañas de Río Bobo y el padre Contreras le ofreció su ayuda para que pudiese pasar a Cúcuta con la ayuda de unos amigos sacerdotes. Allí combatió en numerosas batallas, siendo capitán ayudante del Batallón Libertador en 1899. En la batalla de Tocuyito (12 de septiembre de 1899), que aseguró el triunfo de la revolución, López fue herido en el brazo izquierdo por una bala de fusil, lo cual lo obligó a someterse a cuidados médicos. El general Gómez veló por él y lo trasladó a Caracas, al cuidado de una familia amiga.

## Carrera militar (1900-1923)
Después de haber sido ascendido el teniente coronel en 1900, fue nombrado edecán de Castro, ahora presidente de la república, pero solo duró un mes y medio en el cargo. Más tarde, al estallar la Revolución Libertadora en 1902, fue designado Segundo Ayudante de Estado Mayor del Batallón Carabobo, participando en la batalla de La Victoria en julio de 1902, lo cual inclinó la balanza de las acciones a favor del gobierno. Derrotada la insurrección al año siguiente, fue nombrado Segundo Comandante del Castillo Libertador en Puerto Cabello, ciudad donde se estaba gestando un movimiento para separar del gobierno a Gómez, entonces Vicepresidente de la República, y dejar a Castro como «Jefe Único». López se negó a participar en el movimiento, que pronto fue develado, y renunció al cargo, pero tanto Castro como Gómez desconfiaban de él, pues cada quien lo creía en el bando contrario. Fue así como entre 1903 y 1914 sólo recibió puestos de carácter civil, Comandante de los Resguardos de Puerto Cristóbal Colón, La Vela de Coro, Río Caribe y Carúpano, Interventor de la Aduana de Puerto Sucre, Jefe Civil de Río Chico y Administrador de las Salinas de Araya.

### Actividad bajo la dictadura de Juan Vicente Gómez (1908-1935)

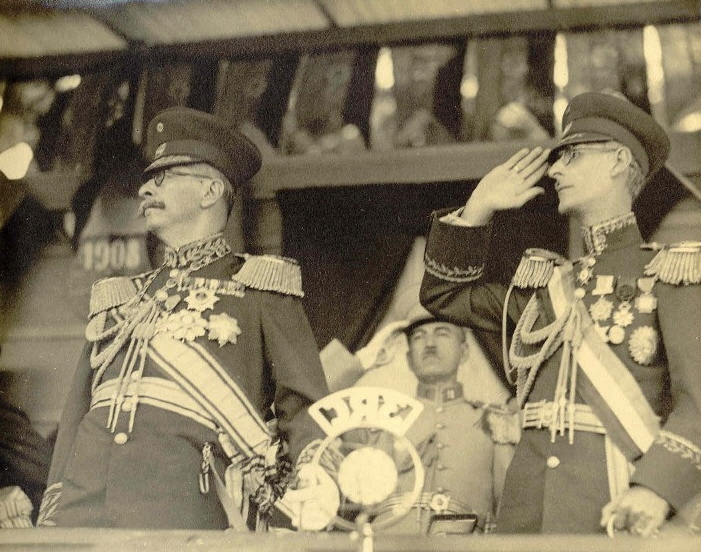
Juan Vicente Gómez y Eleazar López Contreras en Maracay, 1934.

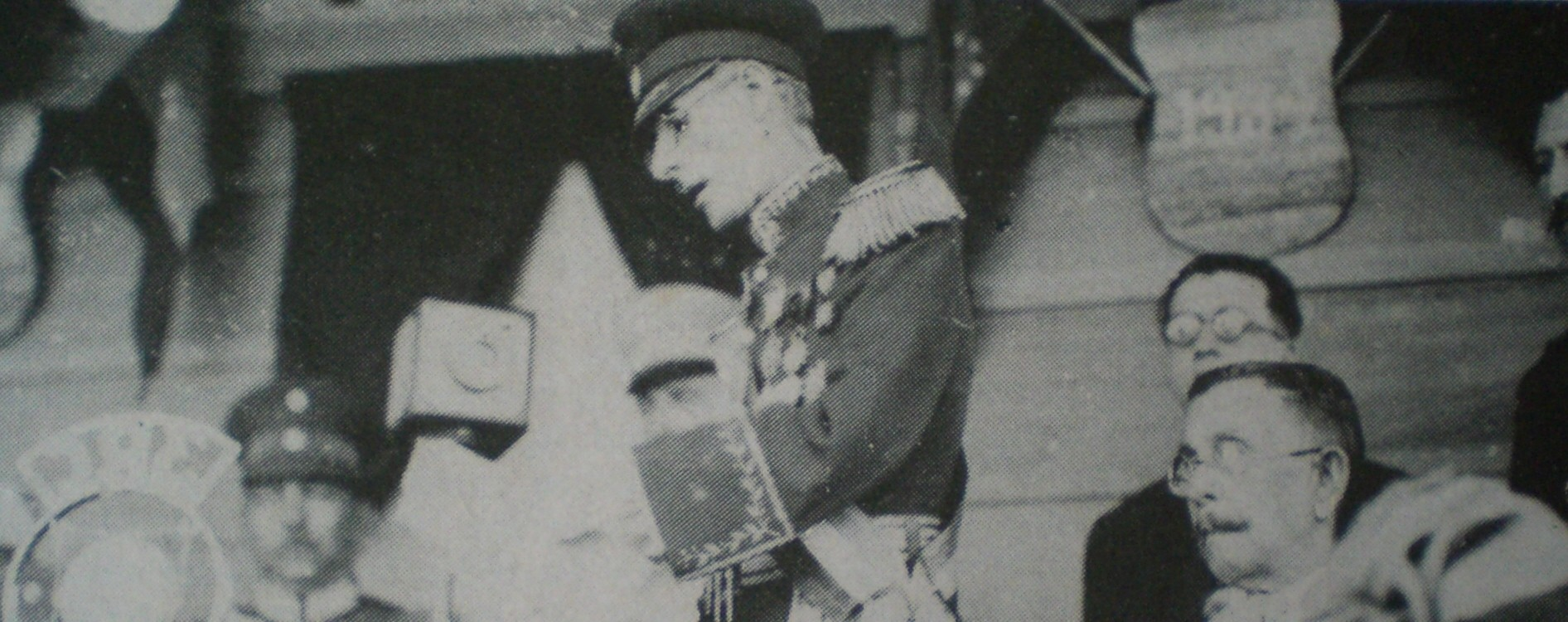
López Contreras con uniforme militar durante un discurso en Maracay.

En 1908, el panorama político había cambiado: Gómez ejercía la presidencia desde 1908, por un golpe de Estado, y Cipriano Castro se hallaba exiliado. Un accidente convenció a Gómez de que López no era partidario de Castro al interceptar una carta de Carmelo Castro, hermano del expresidente, invitándolo a unirse a una rebelión. Ante esto, Gómez rehabilitó a López, lo asciende a Coronel y lo designa Comandante interino del Batallón Rivas; un año más tarde es designado Comandante del Regimiento Piar N.º 6.
En 1919 fue nombrado Director de Guerra del Ministerio de Guerra y Marina, puesto en el cual mostró dotes administrativas y organizativas notorias. En 1923 fue ascendido a General de Brigada y designado Jefe de la Guarnición de Caracas. En 1924 encabezó la delegación militar y diplomática que representó a Venezuela en las celebraciones del Centenario de la Batalla de Ayacucho, al visitar el campo de la Gran Batalla, exhumó el cadáver de un soldado anónimo, y trajo esos restos a Venezuela, para enterrarlos en el campo de Carabobo. Gómez debió escogerlo, pues era el hombre que más sabía de Sucre y Bolívar para su época. Este hecho lo motivó a escribir su primer libro, El Callao histórico, que trata sobre el asedio y capitulación del Callao en 1826. Fue publicado en 1926 y tuvo muy buena acogida por la crítica.
En 1928, siendo Jefe de Guarnición de Caracas, le tocó enfrentarse a una insurrección promovida por algunos oficiales jóvenes, estudiantes universitarios y activistas políticos; la dominó con firmeza, pero se vio en una situación difícil cuando descubrió que uno de los conspiradores era su propio hijo mayor, Eleazar López Wolhmar. Se supo que el general Gómez le ofreció a López la libertad de su hijo, pero el propio López Wolhmar, sorpresivamente, se negó. Entonces, Gómez realizó varios movimientos políticos y militares, entre los cuales se cuenta el traslado de López Contreras al Estado Táchira como Jefe de Guarnición y Comandante de la Brigada n.º 4 del Ejército en Capacho, allí llevó a cabo un contraataque al Cuartel San Carlos en 1928, un alzamiento que pretendía dar un golpe de Estado a Gómez.
López regresó a Caracas en 1930, donde fue nombrado por Gómez como jefe de Estado Mayor General interino, en ocasión del desfile conmemorativo del Centenario de la muerte del Libertador en 1930. En ese mismo año, publicó dos libros: Síntesis de la vida militar de Sucre y Bolívar conductor de tropas. 

## Carrera política

### Ministro de Guerra y Marina
En 1931 fue designado por Gómez como Ministro de Guerra y Marina, convirtiéndolo en el militar de carrera más influyente del país. Una vez en el cargo promovió el estudio de la historia militar e historia contemporánea por parte de los militares.

### Presidencia (1935-1941)
Al morir Gómez el 17 de diciembre de 1935, López fue designado encargado de la presidencia de la república hasta el 19 de abril de 1936. Logró sofocar un conato de rebelión propiciado por los familiares de Gómez, decretó la libertad de los presos políticos invitando a quienes permanecían en el exilio a regresar al país y restableció la libertad de prensa. El 25 de abril del siguiente año fue elegido Presidente Constitucional de la República por siete años, desde 1936. Sus discrepancias con el régimen gomecista se hicieron notar en La historia militar de Venezuela. En esta obra López declaró, a propósito de los sucesos políticos de 1928 y 1929, nunca haber sido partidario de las medidas represivas tomadas para sofocar la rebelión de los estudiantes universitarios (la llamada Generación del 28) y expone las razones de la conveniencia de la implementación de reglas para mantener el orden público sin recurrir a la acción militar.

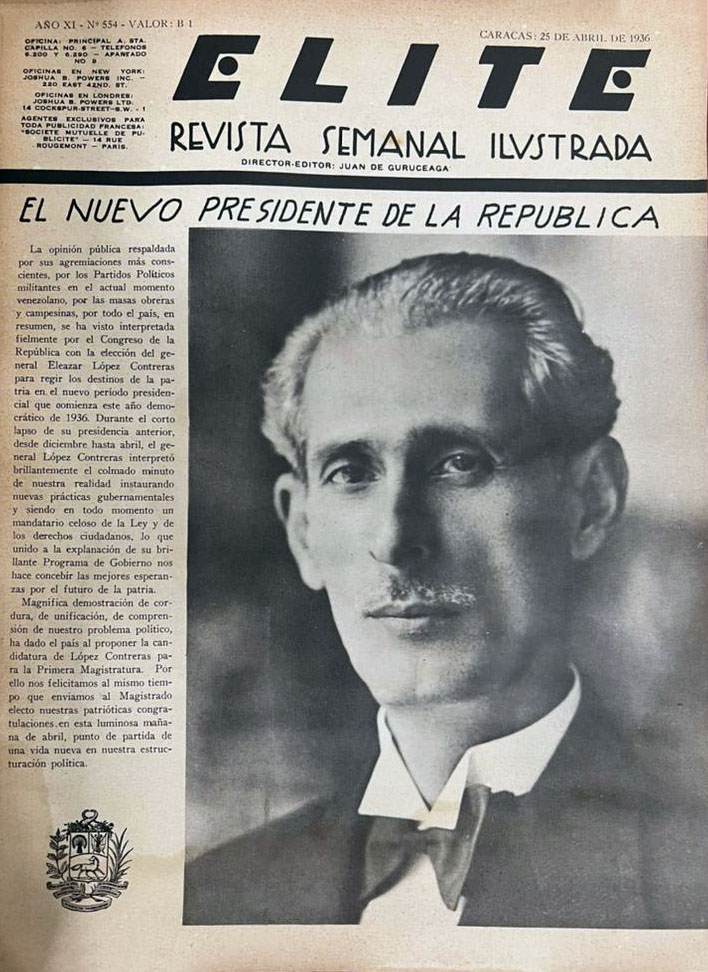
Portada de la revista Élite del 25 de abril de 1936, en la que aparece el presidente López Contreras al iniciar su periodo constitucional.

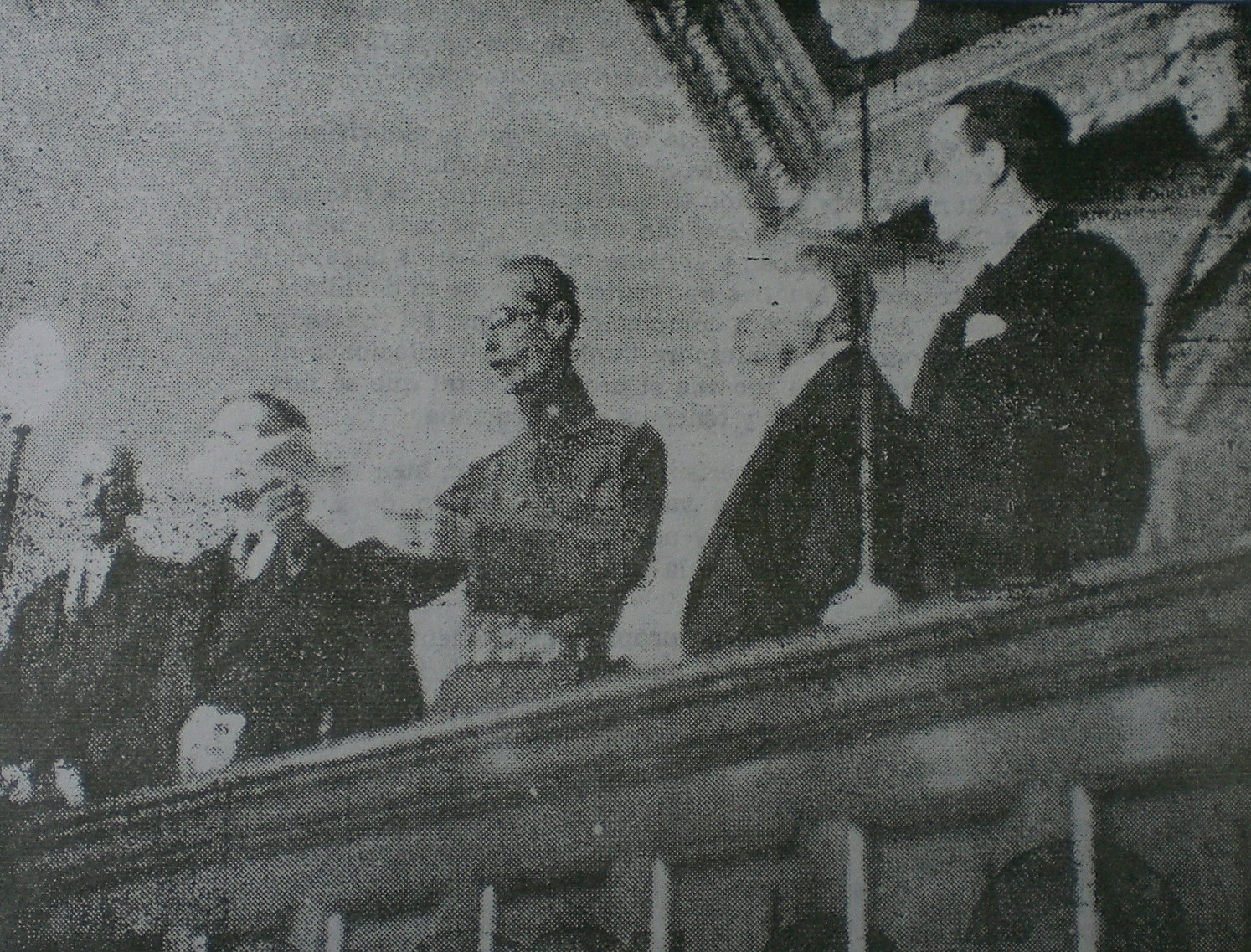
Toma de posesión de López Contreras como presidente de Venezuela ante el Congreso de la Unión en 1936. Palacio Federal Legislativo.

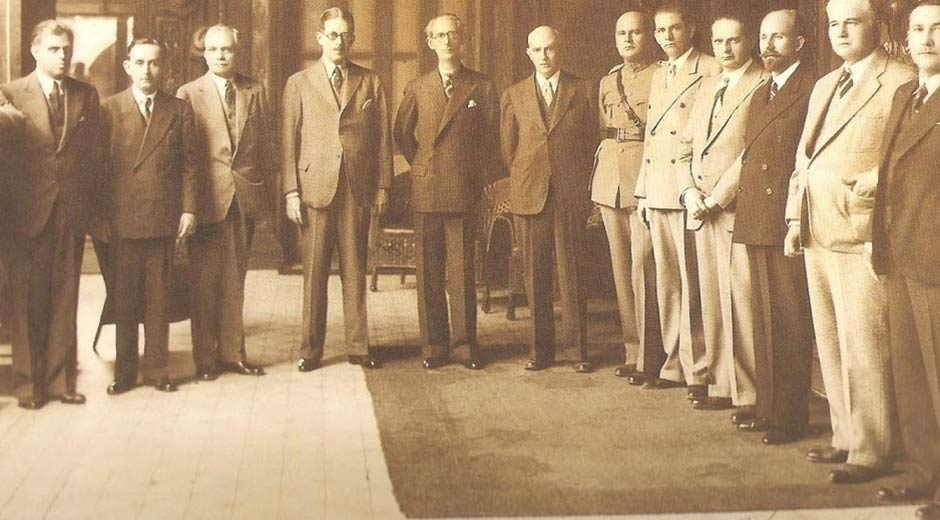
López Contreras y su gabinete en el Palacio de Miraflores.

Al principio de su presidencia enfrentó dos grandes crisis: la primera fue el viernes 14 de febrero de 1936, donde una manifestación popular llegó a Miraflores para exigir la restitución de las garantías constitucionales, la disolución del Congreso de mayoría gomecista y la convocatoria a una Asamblea Nacional Constituyente. Los hechos sangrientos ocurridos con motivo de la represión de dicha manifestación motivaron la destitución inmediata y su arresto temporal del gobernador del Distrito Federal Félix Galavis. El presidente López accedió en parte a las peticiones. La segunda fue la huelga laboral en junio de ese mismo año, donde el propósito de la oposición era derrocarlo, cosa que no se cumplió. Reformó la Constitución en julio de 1936, intentó ser democrática rebajando el periodo presidencial de 7 a 5 años, cláusula a que sorpresivamente se aplicó él mismo; sin embargo se legalizaron medidas autoritarias como el exilio mediante decreto presidencial y la proscripción de las ideologías comunistas y anarquistas, lo cual causó que varios políticos acusados de tales fueran expulsados del país, entre ellos Rómulo Betancourt.
Su gobierno es recordado por la creación de organismos de protección y asistencia como el Ministerio de Sanidad y Asistencia Social mediante decreto del 25 de febrero de 1936. Se expuso como motivo la importancia de la higiene pública. Muchas de las innovaciones que el Ministerio introdujo se deben a Arnoldo Gabaldón, quien trajo recomendaciones de la Conferencia de Directores de Salud Pública de Washington en 1936. Fueron contratados expertos extranjeros técnicos en salud pública para la creación de la División de Higiene Rural, el establecimiento del Instituto Nacional de Puericultura y la División de Malariología. También fue creado el Ministerio de Agricultura y Cría debido a la importancia que la política de López Contreras intentaba atribuirle al desarrollo agrícola. El 6 de agosto de 1936 fue la creación del Consejo Venezolano del Niño y el Estatuto de Menores, bajo las ideas expuestas por el psiquiatra Rafael Vegas Sánchez. En 1938 se creó el Instituto Técnico de Inmigración y Colonización, mediante el cual el gobierno planeaba la distribución de latifundios a agricultores venezolanos y extranjeros, para repoblar los campos, elevar la calidad de vida y mejorar en lo étnico a la población. Estas instituciones fueron respaldadas por el presidente a través de todo el país y se les dio una organización permanente cuyo presupuesto se aumentó para potenciar la lucha contra las principales enfermedades y epidemias
La promulgación de la Constitución de 1936 que en el primer artículo dictaba: 

La Nación Venezolana es la reunión de todos los venezolanos en un pacto de organización política con el nombre de Estados Unidos de Venezuela. Ella es para siempre e irrevocablemente libre e independiente de toda dominación o protección de potencia extranjera.

 y en el Segundo 

El territorio de los Estados Unidos de Venezuela es el que antes de la transformación política de 1810 correspondía a la Capitanía General de Venezuela, con las modificaciones resultantes de los Tratados celebrados por la República. Este territorio no podrá ni en todo ni en parte ser jamás cedido, traspasado, arrendado ni en ninguna forma enajenado a Potencia extranjera, ni aun por tiempo limitado.

 y Artículo 95 

El Presidente de la República durará en sus funciones cinco años, y no podrá ser reelecto para el período constitucional inmediato. Tampoco podrá ser electo quien haya desempeñado la Presidencia por todo el último año del período constitucional anterior, ni los parientes de uno y otro hasta el cuarto grado de consanguinidad o segundo de afinidad.

### Gabinete ministerial (1935-1941)
| Gabinete ejecutivo (1935-1941)          | Gabinete ejecutivo (1935-1941) | Gabinete ejecutivo (1935-1941) |
| --------------------------------------- | ------------------------------ | ------------------------------ |
| Organismo                               | Autoridad                      | Período                        |
| Ministerio de Relaciones Interiores     | Pedro Tinoco                   | 1935-1936                      |
| Ministerio de Relaciones Interiores     | Diógenes Escalante             | 1936                           |
| Ministerio de Relaciones Interiores     | Alejandro Lara                 | 1936                           |
| Ministerio de Relaciones Interiores     | Régulo Olivares                | 1936-1937                      |
| Ministerio de Relaciones Interiores     | Alfonso Mejía                  | 1937-1938                      |
| Ministerio de Relaciones Interiores     | Luis Gerónimo Pietri           | 1938-1941                      |
| Ministerio de Relaciones Exteriores     | Pedro Itriago Chacín           | 1935-1936                      |
| Ministerio de Relaciones Exteriores     | Esteban Gil Borges             | 1936-1941                      |
| Ministerio de Hacienda                  | Efraim González                | 1935-1936                      |
| Ministerio de Hacienda                  | Gustavo Herrera                | 1936                           |
| Ministerio de Hacienda                  | Alejandro Lara                 | 1936                           |
| Ministerio de Hacienda                  | Alberto Adriani                | 1936                           |
| Ministerio de Hacienda                  | Manuel Egaña Barroeta          | 1937-1938                      |
| Ministerio de Hacienda                  | Francisco J. Parra             | 1938-1941                      |
| Ministerio de Guerra y Marina           | Antonio Chalbaud Cardona       | 1935-1936                      |
| Ministerio de Guerra y Marina           | Isaías Medina Angarita         | 1936-1941                      |
| Ministerio de Fomento                   | Pedro París                    | 1936                           |
| Ministerio de Fomento                   | Néstor Luis Pérez              | 1936-1938                      |
| Ministerio de Fomento                   | Manuel R. Egaña                | 1938-1941                      |
| Ministerio de Obras Públicas            | Antonio Díaz                   | 1935-1936                      |
| Ministerio de Obras Públicas            | Tomás Pacaninis                | 1936-1938                      |
| Ministerio de Obras Públicas            | Enrique Jorge Aguerrevere      | 1938-1941                      |
| Ministerio de Instrucción Pública       | R. González Rincones           | 1935-1936                      |
| Ministerio de Instrucción Pública       | José Ramón Ayala               | 1936                           |
| Ministerio de Instrucción Pública       | Caracciolo Parra Pérez         | 1936                           |
| Ministerio de Instrucción Pública       | Rómulo Gallegos                | 1936                           |
| Ministerio de Instrucción Pública       | Alberto Smith                  | 1936-1937                      |
| Ministerio de Instrucción Pública       | Rafael Ernesto López           | 1937-1938                      |
| Ministerio de Instrucción Pública       | Enrique Tejera Guevara         | 1938-1939                      |
| Ministerio de Instrucción Pública       | Arturo Uslar Pietri            | 1939-1941                      |
| Ministerio de Sanidad y Agricultura     | R. González Rincones           | 1935-1936                      |
| Ministerio de Salud y Asistencia Social | Enrique Tejera                 | 1936                           |
| Ministerio de Salud y Asistencia Social | Santos Dominici                | 1936-1937                      |
| Ministerio de Salud y Asistencia Social | Honorio Sigala                 | 1937-1938                      |
| Ministerio de Salud y Asistencia Social | Julio García Álvarez           | 1938-1941                      |
| Ministerio de Comunicaciones            | Francisco H. Rivero            | 1936                           |
| Ministerio de Comunicaciones            | Honorio Sigala                 | 1936                           |
| Ministerio de Comunicaciones            | Alejandro Lara                 | 1936-1937                      |
| Ministerio de Comunicaciones            | Luis Gerónimo Pietri           | 1937-1938                      |
| Ministerio de Comunicaciones            | Héctor Cuenca                  | 1938-1939                      |
| Ministerio de Comunicaciones            | José Rafael Pocaterra          | 1939-1941                      |
| Ministerio de Agricultura               | Alberto Adriani                | 1936                           |
| Ministerio de Agricultura               | Alfonso Mejía                  | 1936-1937                      |
| Ministerio de Agricultura               | Hugo Parra Pérez               | 1937-1938                      |
| Ministerio de Agricultura               | Amenodoro Rangel Lamus         | 1938-1939                      |
| Ministerio de Agricultura               | Alfonso Mejía                  | 1939-1941                      |
| Secretaría de la Presidencia            | Francisco Parra                | 1935-1936                      |
| Secretaría de la Presidencia            | Diógenes Escalante             | 1936-1938                      |
| Secretaría de la Presidencia            | Alfonso Mejía                  | 1938-1939                      |
| Secretaría de la Presidencia            | Tulio Chiossone                | 1939-1941                      |

### Gestión de gobierno

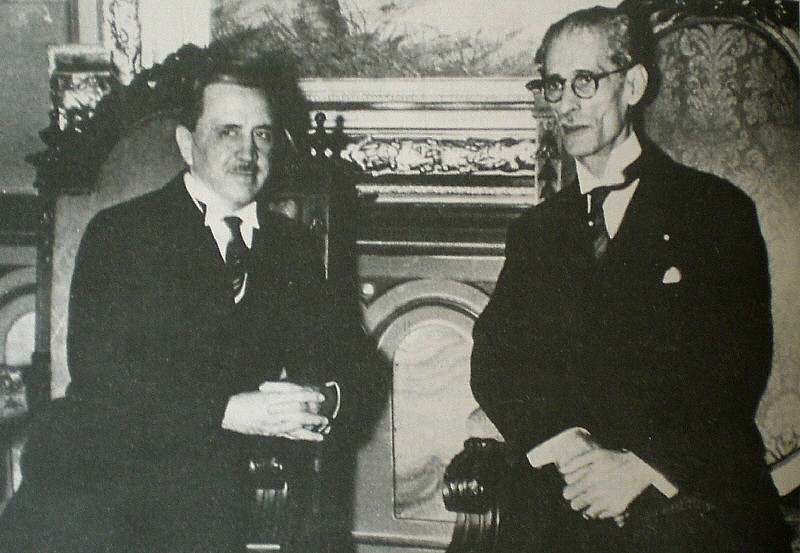
El embajador estadounidense Frank P. Corrigan y López Contreras en el Palacio de Miraflores.

En su gobierno se realizaron muchas obras en diversos aspectos, casi todas ellas de largo alcance: se dictó la primera Ley del Trabajo del país (1936), cuyo principal redactor, el joven Rafael Caldera llegaría a ser Presidente de Venezuela; creó el Servicio Técnico de Minas y Geología (1936) y avanzó la educación progresivamente, creando el Instituto Pedagógico de Caracas (1937) para la formación de maestros; la Sociedad Bolivariana de Venezuela (1937); el Cuerpo de Bomberos de Caracas el 5 de julio y la Guardia Nacional el 4 de agosto (1937), Decreto Nro. 1320 del 4 de agosto de (1937) para servir de cooperación a las fuerzas armadas y la policía; el 19 de enero de 1937, decreta la fundación de Ciudad Ojeda como un núcleo para albergar los habitantes de la población palafítica de Lagunillas de Agua destruida por un pavoroso incendio en 1939. Luego se inauguraron el Museo de Bellas Artes y el Museo de Ciencias (1938) se creó el Banco Central de Venezuela (1940), para centralizar la emisión de monedas y billetes, el Instituto Pedagógico Nacional, la Oficina Nacional del Trabajo, el Ministerio de Agricultura y Cría, el Ministerio de Comunicaciones, el Consejo Venezolano del Niño, el Banco Industrial, la Oficina Nacional de Cambio y la de Control de Exportaciones, se firmó el Tratado de Delimitación de Fronteras con Colombia (1941) que selló las diferencias en torno al territorio de Río de Oro (Catatumbo), la Península de La Guajira y la cuenca del Río Orinoco. El Senado de la República lo ascendió a General de División el 14 de julio de 1939. En abril de 1941, el Congreso eligió al General de División Isaías Medina Angarita, hasta ese momento Ministro de Guerra y Marina, como nuevo Presidente. Antes de entregar la presidencia, el 2 de mayo, el Senado lo ascendió al máximo rango militar en Venezuela del siglo XX, General en Jefe. Tres días más tarde, el 5 de mayo, le hace entrega de la presidencia a Medina.

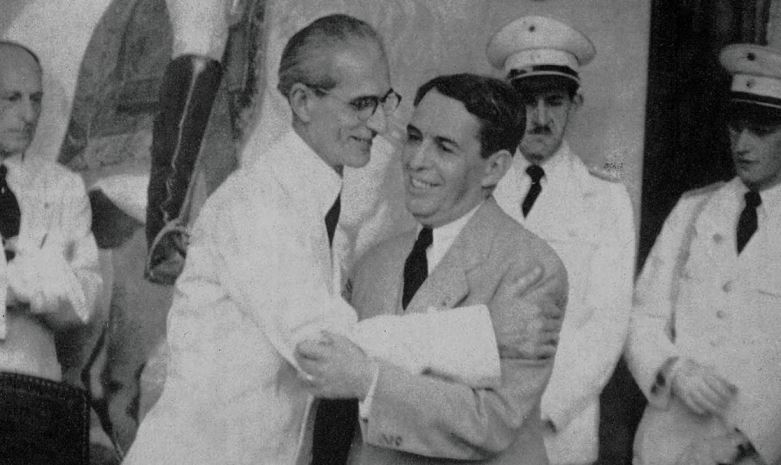
López Contreras y su homólogo colombiano, Eduardo Santos, en 1941.

El Museo de Bellas Artes de Caracas es el museo de artes plásticas más antiguo y uno de los más importantes de Venezuela. Entre sus exposiciones permanentes resaltan las de arte egipcio, cerámica china, arte latinoamericano, europeo y norteamericano, fotografías, dibujos, estampas, arte contemporáneo y la colección de cubismo. Además tiene siete salas exclusivas para exhibiciones temporales. Aparte de las exhibiciones permanentes y temporales también presta servicios de videoteca, centro de documentación, gabinete de fotografía, estampa y diseño, biblioteca especializada, tienda y talleres educativos.
El Museo de Ciencias de Caracas es un museo de ciencias naturales de la ciudad de Caracas, Venezuela. Este museo está ubicado en lo que se conoce como el circuito cultural de la ciudad. Se exponen cerca de 200.000 piezas en los espacios del Museo de Ciencias, como conchas de moluscos, insectos, un cráneo de ballena, cuaimas (serpientes más grandes de Sudamérica), peces que habitaron en el río Guaire, esqueleto fósil de un felino diente de sable, molares de mamut, fósiles de plantas, figuras prehispánicas entre ellas la más destacada las «Venus de Tacarigua», entre otras. Aparte de las exhibiciones gratuitas, el museo también ofrece servicios educativos especializados, asesorías, alquiler de espacios y servicios de locaciones.

### Creación del Banco Central de Venezuela

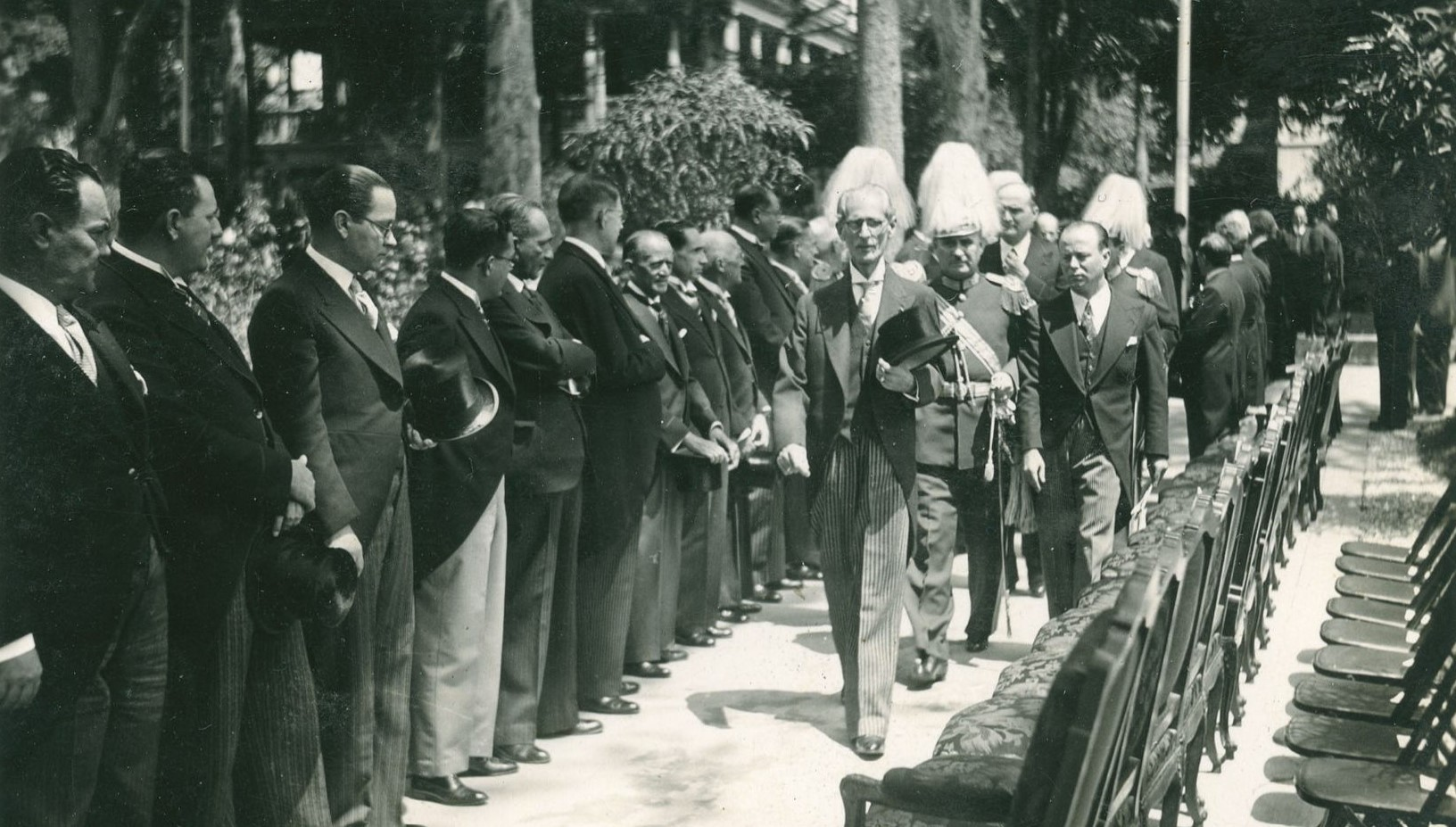
López Contreras durante un acto oficial.

El 8 de septiembre de 1939, durante el gobierno del presidente Eleazar López Contreras apenas siete días antes había sido declarada formalmente la Segunda Guerra Mundial. En ese contexto internacional y un ambiente interno donde aún se estaba definiendo el rumbo político del país tras la muerte del general Juan Vicente Gómez, el BCV era una de las instituciones que estaban marcadas a contribuir con la modernización del país. Se decretó una ley que autoriza la creación de un banco central con el fin de regular la circulación monetaria y el crédito para evitar fluctuaciones de gran escala en el circulante. Además tendría como función principal regular y vigilar el comercio de oro y divisas. Inició sus actividades en octubre de 1940 y el 1 de enero de 1941 comienza a operar a cargo de Jesús Herrera Mendoza, presidente del banco. Para ello se hizo necesario la entrega del oro y los billetes que emitían el Banco de Venezuela, Banco Mercantil y Agrícola, Banco de Maracaibo, Banco Comercial de Maracaibo, Banco Venezolano de Crédito y el Banco Caracas, estos dos últimos se negaron a la entrega del oro que se encontraban en sus bóvedas y fueron demandados por el BCV concluyendo el litigio en 1956 con la incineración de los billetes y traspaso total del oro que respaldaba el bolívar.

### Creación de la Guardia Nacional

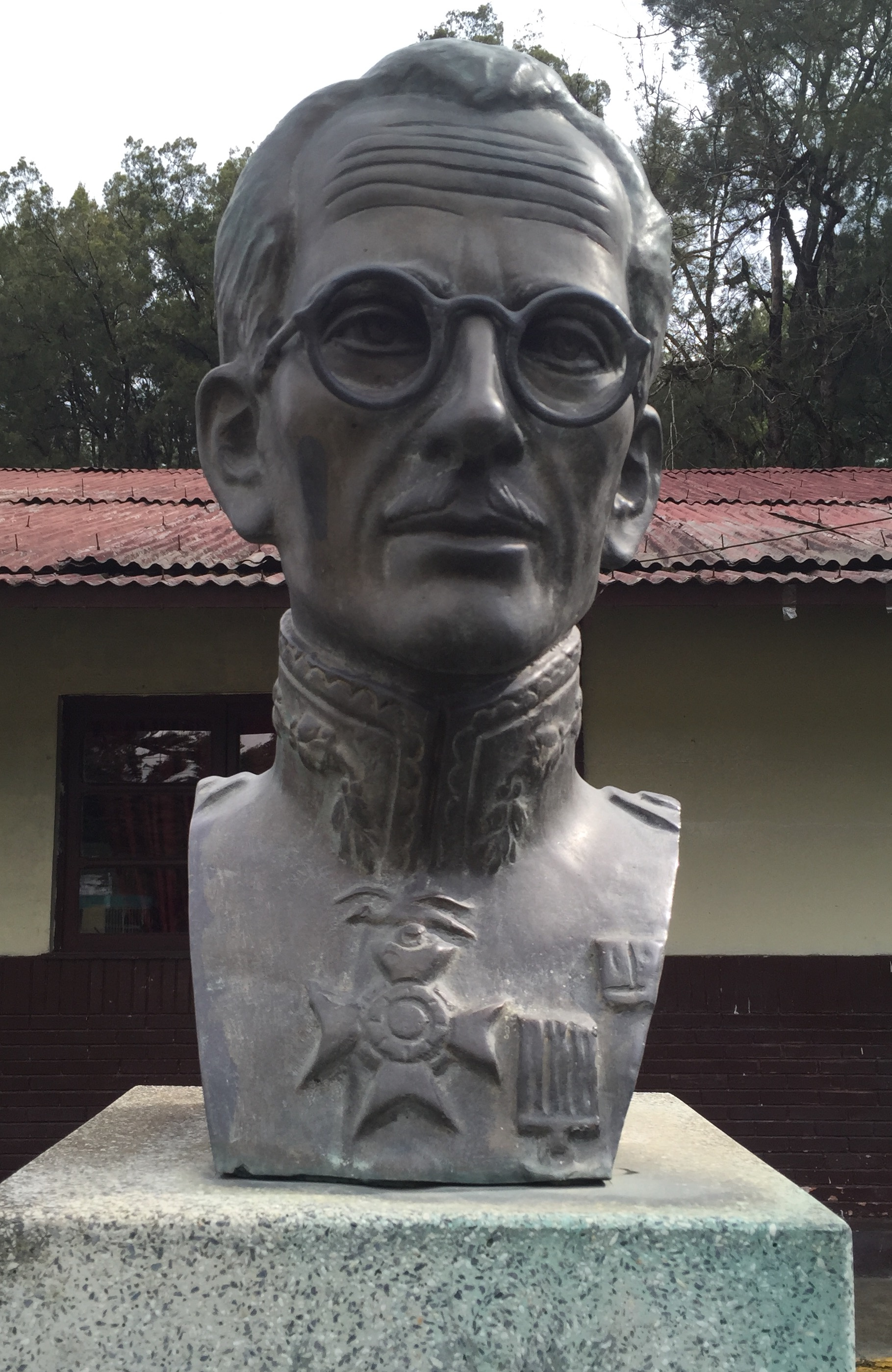
Busto del General Eleazar López Contreras en un puesto de la Guardia Nacional en El Junquito.

Las Fuerzas Armadas de Cooperación, conocida como la Guardia Nacional, es uno de los cuatro componentes que conforman la Fuerza Armada Nacional de Venezuela. Fundada el 4 de agosto de 1937 por el presidente de la República, general en Jefe (Ej) Eleazar López Contreras.
La premisa de este cuerpo militar se encuentra definida en el Artículo 329 de la Constitución Nacional: 

El Ejército, la Armada y la Aviación tienen como responsabilidad esencial la planificación, ejecución y control de las operaciones militares requeridas para asegurar la defensa de la Nación. La Guardia Nacional cooperará en el desarrollo de dichas operaciones y tendrá como responsabilidad básica la conducción de las operaciones exigidas para el mantenimiento del orden interno del país. La Fuerza Armada Nacional podrá ejercer las actividades de policía administrativa y de investigación penal que le atribuya la ley.

Por ende, este componente cumple con la función de brindar seguridad y defender la soberanía del territorio nacional venezolano, tanto internamente como a lo largo de sus fronteras, trabajando conjuntamente con el Ejército, la Armada y la Aviación. Al mismo tiempo, participa en operativos de seguridad interna en colaboración con los cuerpos policiales estatales y municipales bajo la dirección del Ministerio de la Defensa y el Ministerio de Interior y Justicia respectivamente. En consecuencia, en caso de disturbios o saqueos, actúa para disuadir y controlar las protestas y otros desórdenes públicos. Cuando asume la Presidencia López Contreras, quien viene ejerciendo el Ministerio de Guerra y Marina. Con su lema «Calma Y Cordura» logra el dominio político de la situación; sin embargo, sucedieron ciertos hechos tales como: manifestaciones callejeras, proliferación del abigeato, del cuatrerismo, aumento de la delincuencia, intensificación del contrabando por las fronteras del país. Frente a esta convulsión social, el presidente de la República se dirige a los presidentes de Estados y les indica la necesidad inaplazable de organizar allí (en los Estados), con elementos activos, esforzados y conscientes, una Policía Rural a caballo, a pie o en vehículo, a fin de defender y preservar el hogar venezolano, las garantías individuales y la propiedad, para llevar a la práctica la creación de esta Institución Policial de carácter nacional, cuya misión sería la de salvaguardar el orden público, se hace necesario la capacitación de recursos humanos idóneos para cumplir estos objetivos. Después de largas y polémicas conversaciones de cómo estructurar dicho Cuerpo, Don Rufino Blanco Fombona (poeta, escritor y diplomático venezolano) le sugiere al General López Contreras, la idea de crear un Cuerpo semejante a la Guardia Civil Española. En junio de 1936, los Gobiernos de Venezuela y España, convinieron en que una misión de este último país viajara a Venezuela para establecer, instruir y poner en servicio un Cuerpo similar al de la Guardia Civil Española. Estas ideas se materializan el día 17 de septiembre de 1936, al decretarse la creación de la Escuela del Servicio Nacional de Seguridad.
Ya el personal fue formado, también los cimientos para la nueva Institución que la dinámica del país exige, entonces podemos señalar que el Decreto del 17 de septiembre de 1936 que determinó la creación de la Escuela del Servicio Nacional de Seguridad, es el que marca la formación del recurso humano, pero el que le da el carácter legal a la Guardia Nacional es el Decreto del 4 de agosto de 1937. A partir de este momento la Guardia Nacional adquirió operatividad en todo el territorio Nacional, haciendo efectivas las tareas que le fueron encomendadas, mantener el orden público y el resguardo de nuestras fronteras. En la actualidad la Guardia Nacional tiene su sede en la Quinta las Acacias, ubicada en El Paraíso, Avenida el Ejército (frente a la Plaza Madariaga) Caracas. La Guardia Nacional es una Fuerza de Cooperación llamada a cumplir una labor de Patria a lo largo y ancho de la nación en función de autoridad de control fiscal.

## Postpresidencia
Luego de entregar el mando, López se dedicó a un retiro relativamente tranquilo, pero sin dejar de lado la situación política del nuevo gobierno, formó parte del Partido Democrático Venezolano de Isaías Medina Angarita. En 1944 publica su libro Páginas para la Historia Militar de Venezuela. Sin embargo, surgieron serios desacuerdos entre López y Medina durante el periodo presidencial de este, lo que derivó en una crisis institucional que culminó violentamente al suceder un golpe de Estado que derrocó a Medina el 18 de octubre de 1945, encabezado por militares jóvenes y activistas de los partidos políticos, entre ellos Rómulo Betancourt, quien presidió la Junta de Gobierno que surgió de dicho golpe. López, Medina y varios de sus colaboradores fueron apresados, luego expulsados del país y juzgados in absentia por peculado y enriquecimiento ilícito. López fijó su residencia en Miami, EE. UU donde vivió hasta 1948. Su casa se convirtió en centro de reunión de los adversarios a la Junta que gobernaba Venezuela entre los que se encontraban los dictadores anticomunistas Rafael Leónidas Trujillo y Anastasio Somoza. A su vez, la Junta lo consideraba «peligroso y subversivo». En esos momentos de su vida, López comentó:

Estoy agradecido con este destierro, con la prisión, con esos juicios políticos que me tienen sometido, (pues) completan mi figura de político venezolano. Yo he sido de todo en Venezuela: Ministro, Presidente, Jefe de Guarnición, invasor, guerrillero, menos preso político y desterrado. Y en Venezuela no puede haber jefe político sin su historia de destierro.

### Regreso a Venezuela y senador vitalicio

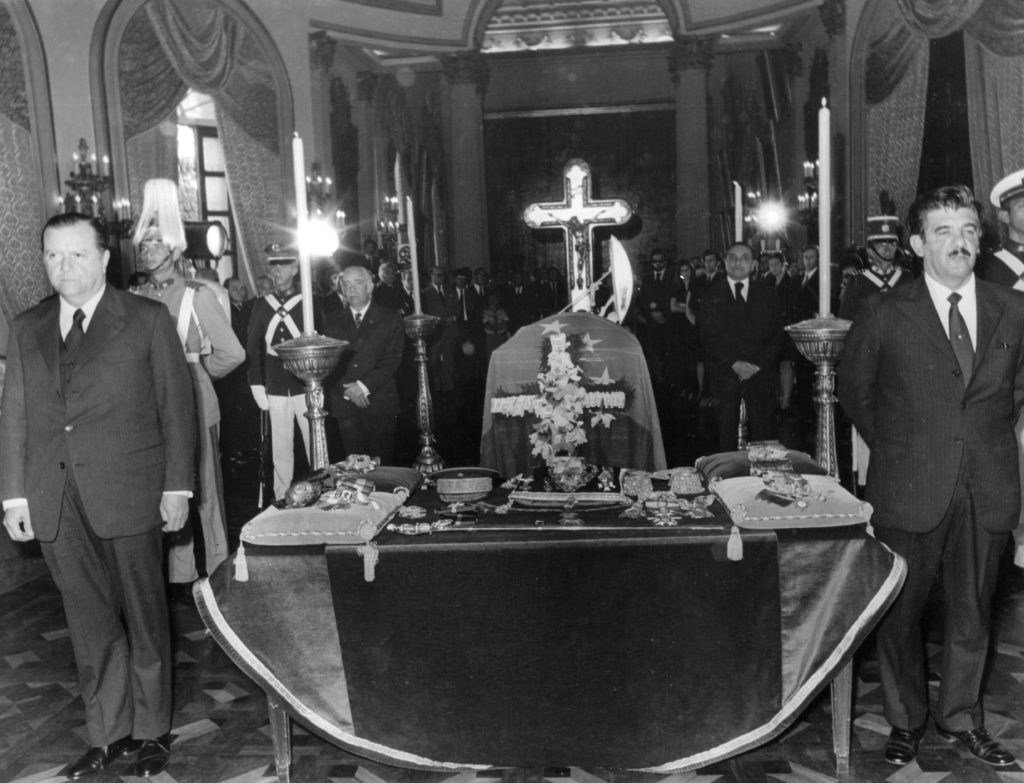
Capilla ardiente del general López Contreras en el Salón Elíptico del Palacio Federal Legislativo. La encabezan el entonces presidente de la república, Rafael Caldera, y el presidente del Congreso Nacional, José Antonio Pérez Díaz. 3 de enero de 1973.

En el año 1948, el golpe de Estado del 24 de noviembre que derroca al presidente Gallegos le permitió volver al país, aunque no estaba de acuerdo con la política llevada a cabo por el general Marcos Pérez Jiménez. Se retiró a la vida privada, publicando tres libros más: El triunfo de la verdad (1949), Temas de Historia Bolivariana (1954) y Proceso Político Social (1955).
A partir de 1958, al caer Pérez Jiménez, volvió a la palestra pública expresando su apoyo por la concordia nacional; él mismo procedió a fraternizar con su antiguo enemigo político, Rómulo Betancourt, quien ahora era el presidente. Este, paradójicamente, tuvo que enfrentarse a situaciones algo similares a las de López en 1936. Curiosamente, sus antiguos enemigos le fueron rindiendo toda clase de homenajes: primero, en 1961, por disposición constitucional, es nombrado senador vitalicio. Luego, en 1963 le fue conferida la réplica de la espada del Libertador, símbolo de los generales. Él fue el primero en recibirla, de manos del propio presidente Betancourt.
Ocho de los firmantes de la Carta Magna fueron parte de los 43 que López, por decreto, había expulsado del país en 1937. Posteriormente López Contreras se volvió simpatizante de la causa de Jóvito Villalba, fundador de Unión Republicana Democrática. A medida que fue avanzando su edad, se deterioraba su salud, pero conservaba su lucidez. Siguió escribiendo artículos para los diarios, incluso publicó dos libros más (El pensamiento de Bolívar Libertador, en 1963, y Gobierno y Administración, 1936-1941, en 1966).
A fines de 1972 sufre complicaciones pulmonares y, finalmente, muere en Caracas el 2 de enero de 1973. Fue reconocido en vida por su gestión de gobierno, considerada como histórica y fue respetado como ejemplo de civismo. López murió a la edad de 89 años. Se decretaron tres días de duelo, se le rindieron honores de jefe de Estado y fue sepultado al sonido de 21 salvas de cañón. Tanto fue su apego a la Guardia Nacional, que su último deseo fue cumplido: cuatro guardias nacionales rasos transportaron sus restos en hombros.
| Predecesor: Juan Vicente Gómez | Presidente de los Estados Unidos de Venezuela 17 de diciembre de 1935 – 5 de mayo de 1941 | Sucesor: Isaías Medina Angarita |